# 小行星7826
小行星7826（英語：7826 Kinugasa）是一颗围绕太阳公转的小行星。1991年11月2日，高橋篤史、渡邊和郎在北见发现了此天体。
这颗小行星的绝对星等为270.06624等。